# Relaciones Corea del Norte-Venezuela
Las relaciones Corea del Norte-Venezuela son las relaciones entre la República Popular Democrática de Corea y la República Bolivariana de Venezuela. Venezuela es uno de los cinco países en América Latina que cuenta con una embajada de Corea del Norte junto con Perú, Cuba, Brasil y México.

## Historia

### SigloXX
Corea del Norte y Venezuela establecieron relaciones diplomáticas en 1965. El miembro del Partido Comunista de Venezuela Alí Lameda viajó a Corea del Norte ese mismo año y en 1967 fue arrestado luego de contar varios chistes alusivos al dictador coreano Kim Il-sung. Fue enviado a los campos de concentración en Corea del Norte durante siete años. El presidente Rafael Caldera, el dirigente socialista Pompeyo Márquez, el Partido Comunista de Venezuela y el dictador rumano Nicolae Ceaușescu median su liberación con Kim Il-sung. En 1974 Venezuela reconoció a Corea del Norte como Estado soberano con la condición de la liberación de Alí Lameda.
En la década de los noventa, debido a la grave crisis financiera y el reducido presupuesto de Corea del Norte, la nación coreana se vio forzada a cerrar el 30% de sus embajadas, incluyendo la que tenían en Venezuela.

### SigloXXI
En 2006, Nicolás Maduro condenó las pruebas nucleares realizadas por Corea “por su inmenso daño a la vida” mientras era el ministro de Asuntos Exteriores durante la presidencia de Hugo Chávez.
Meses después de su fallecimiento, el embajador de Corea del Norte, Jon Yong-jin, quien representa a Corea del Norte como embajador no residente en varios países, visitó Venezuela en octubre de 2013. Durante su visita, Yong-jin se reunió con los diputados a la Asamblea Nacional Yul Jabour y Julio Chávez del Partido Comunista de Venezuela (PCV) y del Partido Socialista Unido de Venezuela (PSUV) respectivamente. Yong-jin también aprovechó la oportunidad de expresar su apoyo al presidente Nicolás Maduro cuando asistió en Caracas a la sede de la Comisión Permanente de Política Exterior, Soberanía e Integración.
En 2014 Maduro declaró persona non grata a tres diplomáticos estadounidenses por presunta conspiración para derrocarlo, una decisión que recibió el claro apoyo del gobierno de Kim Jong-un. Yong-jin felicitó al presidente de Venezuela por tomar esa acción y rechazó la “política intervencionista dirigida por Estados Unidos a través de sus embajadas”, advirtiendo que si el gobierno de Estados Unidos se atrevía a involucrarse en un ataque militar a Venezuela Corea del Norte asistiría a Venezuela. Después de la reunión, por primera vez en la historia parlamentaria de Venezuela, ambas partes decidieron crear el Grupo de Amistad de Venezuela con la República Popular Democrática de Corea, nombre formal de Corea del Norte.
El 20 de junio de 2014, la cancillería venezolana solicitó a Corea del Norte reabrir su embajada en el país. En 2018, el presidente de la Asamblea Popular y líder ceremonial de Corea del Norte, Kim Yong-nam, visitó Venezuela para reunirse con el presidente Nicolás Maduro.
En octubre de 2019 Corea del Norte y Venezuela firman una serie de acuerdos que prometen cooperación militar y tecnológica que Diosdado Cabello, presidente de la Asamblea Nacional Constituyente (ANC) del país, firmó los acuerdos durante un viaje, informó Nicolás Maduro. En julio de 2020 expertos de la ONU advierten a Venezuela que podría violar sanciones a Corea del Norte mientras analizan un posible acuerdo militar y tecnológico entre Pyonyang y Venezuela luego del creciente aislamiento diplomático que está empujando a Venezuela a profundizar los lazos con adversarios estadounidenses como Irán y Corea del Norte.